# Seventeen (japanische Zeitschrift)
Seventeen (jap. セブンティーン, sebuntīn) ist eine japanische Modezeitschrift, die seit 1968 bei Shūeisha veröffentlicht wird. Die Zielgruppe des Magazins sind Oberschülerinnen.

## Veröffentlichungsgeschichte
Die erste Ausgabe erschien 1968. Zu dieser Zeit war das Seventeen als wöchentlich erscheinendes Manga-Magazin konzipiert. Es sollte sich an eine etwas ältere Zielgruppe von Mädchen als das ebenfalls bei Shūeisha erscheinende Margaret richten. Mit der Zeit brachten bekannte Mangaka wie Ryōko Yamagishi, Riyoko Ikeda, Jun Fukami und Ai Shiraishi ihre Werke im Seventeen heraus.
1987 wurde das Konzept des Magazins grundlegend geändert. Der Erscheinungsrhythmus wurde von wöchentlich auf zweimal im Monat umgestellt und der Inhalt konzentriert sich seitdem auf Mode, während Manga vollständig aus dem Magazin verschwunden sind. 2012 hatte die Zeitschrift eine durchschnittliche Auflage von 350.000 pro Ausgabe.

## Inhalt
In jeder Ausgabe wird von speziellen, sogenannten „ST.MO.“ (Seventeen-Models) die neueste Mode präsentiert. Außerdem wird gezeigt, wie man seine einheitliche Schuluniform etwas individualisieren kann, um sich so von den anderen Schülerinnen abzuheben. Nebenbei kann man in der Seventeen auch Flirttipps und Interviews mit den ST.MO. finden.